# Толмань-Ибраево
Толмань-Ибраево (мар. Йыврайсола) — опустевшая деревня в Новоторъяльском районе Республики Марий Эл. Входит в состав Масканурского сельского поселения.

## География
Находится в северо-восточной части республики Марий Эл на расстоянии приблизительно 9 км по прямой на север от районного центра посёлка Новый Торъял.

## История
Известна была с 1877 года как починок Ибраевцы, входящий в Семеевское сельское общество Уржумского уезда Вятской губернии, который имел 3 двора, в 1905 году — 11 дворов, 75 жителей. В 1988 в деревне было 4 дома, 2 из них пустовали, проживали 3 человека. В 2002 году ещё оставался 1 двор. В советское время работали колхозы «Толмань Ибраево», «Толмань», позднее КПД «Заречный». К 2020 году деревня опустела.

## Население
Население составляло 1 человек (мари 100 %) в 2002 году, 1 в 2010.